# Bakel
Bakel és una ciutat del Sénégal oriental, situada a prop de les fronteres amb Mauritània i Mali.

## Història

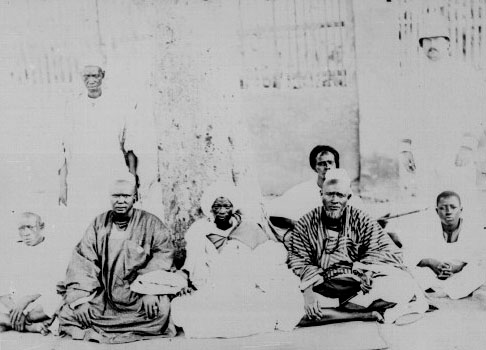
« Diobé, cap de Bakel, i els seus principals notables » (1887-1888)

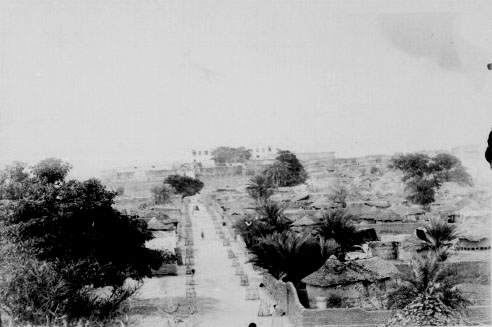
« Un carrer de Bakel després dels treballs de carretera i les plantacions ordonades pel coronel Galliéni »

El 1854, Faidherbe hi va fer construir un fort que acull avui dia a les autoritats locals.
El explorateur francès René Caillié hi va fer una etapa en el seu viatge cap a Tombuctú. En la seva residència damunt d'un turó (la « muntanya central »), es descobreix un panorama sobre la vella ciutat.
L'abril de 1886 va tenir lloc la batalla de Bakel. El marabut Mamadou Lamine Dramé fou vençut pel rei Moussa Molo aliat als francesos.
El 2003, el Pavelló René Caillé, el fort, les tres torres militars i el cementiri dels circumcisos han estar inscrits en la llista dels Monuments històrics. No obstant això el Pavelló, que protegeix avui una família bakelesa, sofreix d'un estat de deteriorament avançat.

## Administració
Bakel va ser erigida en municipi (comuna) l'any 1960.
És la capital del departament de Bakel, a la regió de Tambacounda.

## Geografia
Les localitats més pròximes són Korera, Lekselba, Boutanda, Alahina, Bema, Moribougou, Diaguili, Koungani i Tourimé. Dakar, la capital, es troba a 687 km.

### Física géologica
Bakel està situada al llarg del riu Senegal, al mig de monticles rocosos. El clima és molt calorós i àrid, i la sorra molt present. Tres grans unitats geomorfològiques recobreixen el territori del departament :
- els altiplans del continental terminal (corresponent als 2/3 occidentals del departament),
- la zona de base (corresponent al terç est del departament)
- els al·luvions dels valls del Senegal i del Falémé (a la frontera est del departament). Aquestes grans unitats determinen de manera molt neta les potencialitats de posta en valor del departament.

### Població
En el moment dels cens de 1988 i 2002, Bakel comptava respectivament 7 659 i 10 653 persones.
El 2007, segons les estimacions oficials, la població s'elevaria a 12 751 habitants.
La població és principalment d'origen sarakhole, és-a-dir soninké, però pulaars, wòlofs i bambares hi són també representats.

### Activitats econòmiques

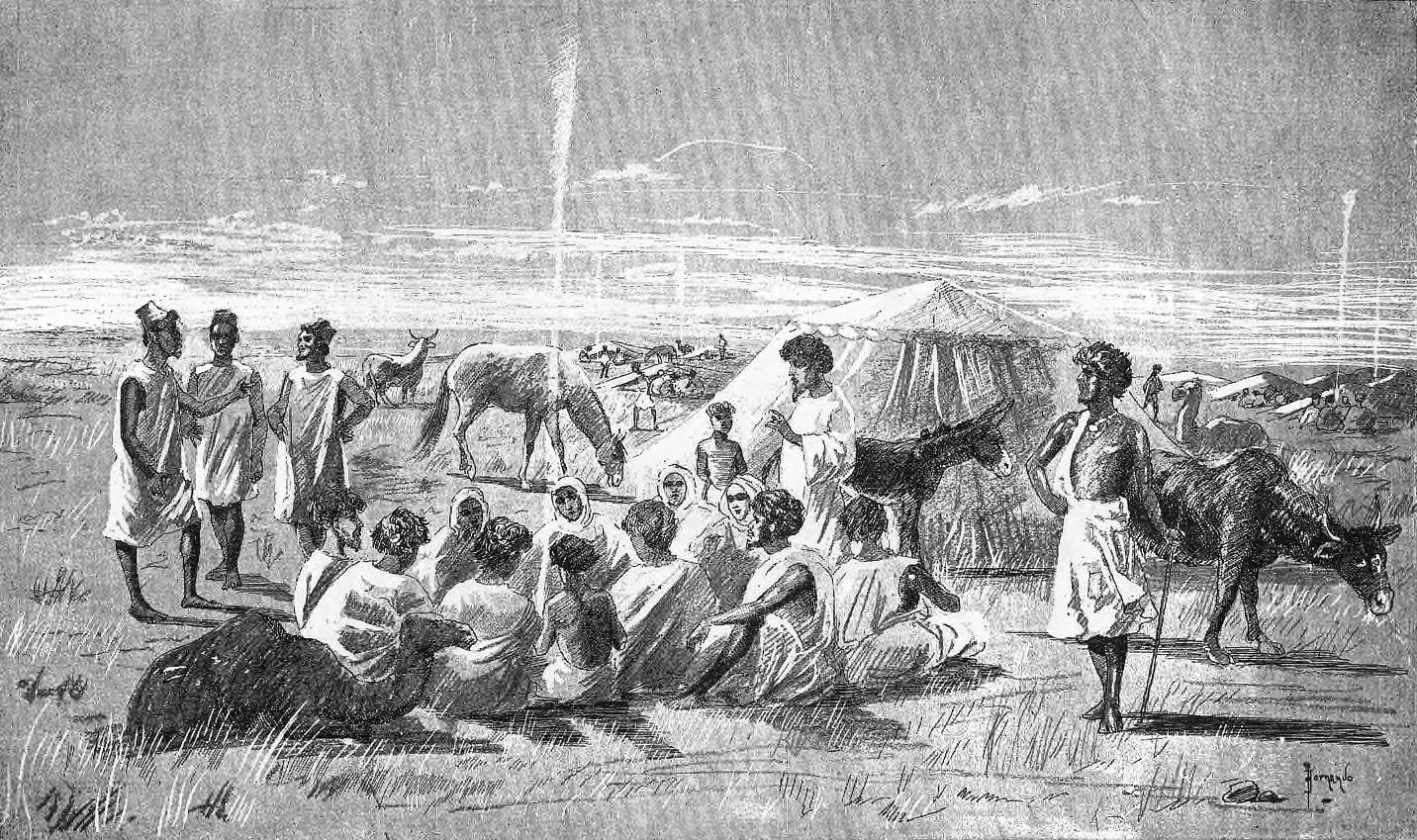
Maures comerciant amb la goma a la escala de Bakel (gravat de 1890)

En el període colonial, la ciutat va constituir una etapa major de l'avanç francès a l'Àfrica negra. Va esdevenir prou prospera gràcies al comerç de la goma i dels cacauets.

## Transports
Bakel posseeix un aeroport (codi AITA : BXE).

## Personalitats nascudes a Bakel
- Moussa Bathily, cineasta
- Booba, rappeur francès del qual la família és procedent de Bakel
- Cheikh Abdoul Khadre Cissokho, enginyer agrònom, ex president de l'assemblea nacional del Sénégal
- Diafra Sakho, futbolista

## Agermanaments
```
Apt
 (
França
)
border|20x20px
```